# Gamerki Wielkie
Gamerki Wielkie (Duits: Groß Gemmern) is een plaats in het Poolse district  Olsztyński, woiwodschap Ermland-Mazurië. De plaats maakt deel uit van de gemeente Jonkowo en telt 80 inwoners.